# Fronte Popolare per la Liberazione della Palestina
Il Fronte Popolare per la Liberazione della Palestina, noto anche con l'acronimo FPLP o con quello inglese PFLP (in arabo الجبهة الشعبي لتحرير فلسطين‎?, al-Ǧabha al-Šaʿbiyya li-Taḥrīr al-Falasṭīn), è un'organizzazione politica e militare palestinese di orientamento marxista-leninista e socialista rivoluzionaria, fondata nel luglio 1967 da George Habash. Si definisce come «fazione di avanguardia della classe lavoratrice palestinese e più in generale dei lavoratori salariati», il cui obiettivo strategico è «la liberazione della Palestina dall'occupazione coloniale sionista» e la «creazione di uno Stato democratico palestinese su tutto il territorio della Palestina storica, con Gerusalemme quale sua capitale».
È stata inserita da Canada, Stati Uniti d'America e Unione europea tra le organizzazioni terroristiche.

## Storia

### Nascita del Fronte
Il FPLP, fondato nel 1967, nacque da una costola del Movimento Nazionalista Arabo (in arabo حركة القوميين العرب‎?, Harakat al-Qawmiyyin al-‘Arab), fondato già nel 1953 da George Habash, un palestinese cristiano di Lidda. A 22 anni, Habash si recò in Libano per studiare medicina nell'Università americana di Beirut, laureandosi nel 1951.
Già in quegli anni George Habash si convinse che la rivoluzione palestinese potesse nascere solamente da un progetto più ampio di "rivoluzione araba".
In un'intervista concessa al giornalista statunitense John Cooley, Habash vedeva la disfatta araba come la conseguenza di un gap culturale e tecnologico fra mondo arabo in generale (e Palestina in particolare) e Israele. 
(Cooley 1973:135)

### Formazione del FPLP
Il Movimento Nazionalista Arabo aprì sue branche clandestine in diversi Paesi arabi, inclusa la Libia, l'Arabia Saudita e il Kuwait, all'epoca ancora sotto dominazione britannica. Era convinto assertore del secolarismo e, in campo economico, del socialismo e preconizzava la lotta armata contro Israele. In collaborazione con l'Esercito di Liberazione della Palestina (ELP), l'MNA organizzò gli Abtal al-‘Awda (Gli eroi del Ritorno [in Palestina]), come gruppo di commando nel 1966. Dopo la guerra dei sei giorni del giugno 1967, questo gruppo si presentò in agosto con due altre formazioni: la Gioventù per la Vendetta e il Fronte per la Liberazione della Palestina (FLP) di Ahmed Jibril, filo-siriano, per formare insieme il FPLP, con Habash come leader.
Dai primi del 1968, il FPLP aveva addestrato da 1.000 a 3.000 guerriglieri palestinesi. Riceveva finanziamenti dalla Siria (dove era anche il suo Quartier generale) e uno dei suoi campi d'addestramento si trovava ad al-Salt (Giordania). Nel 1969, il FPLP si dichiarò un'organizzazione marxista-leninista, ma rimanendo comunque fedele agli ideali del panarabismo, giudicando la lotta palestinese parte della più ampia rivolta contro l'imperialismo occidentale, allo scopo anche di unire il mondo arabo rovesciandone i regimi "reazionari". Pubblicò un giornale, al-Hadaf ("Il fine"), edito dallo scrittore Ghassan Kanafani.

### Frattura fra le organizzazioni

La bandiera del Fronte Popolare per la Liberazione della Palestina - Comando Generale, organizzazione scissasi dal FPLP

Nel 1968, Ahmad Jibril ruppe con il FPLP, per formare il filo-siriano Fronte Popolare per la Liberazione della Palestina - Comando Generale (FPLP-CG).
Nel 1969, il Fronte Democratico per la Liberazione della Palestina (FDLP) fu formato come organizzazione separata, ostensibilmente maoista, sotto Nayef Hawatmeh e l'arabo cristiano Yasser Abd Rabbo, ma inizialmente il suo nome fu Fronte Democratico Popolare per la Liberazione della Palestina (FDPLP).
Nel 1972, il Fronte Popolare Rivoluzionario per la Liberazione della Palestina (FPRLP) nacque, staccandosi anch'esso dal FPLP di Habash.
Il FPLP ebbe rapporti assai agitati con colui che un tempo era stato il vice di George Habash, Wadie Haddad, che infine fu espulso. Vi sono sospetti che egli fosse un agente sovietico infiltrato, ma la cosa non fu mai dimostrata.

### Adesione all'OLP
Il FPLP aderì nel 1968 all'Organizzazione per la Liberazione della Palestina (OLP), che radunava tutte le organizzazioni palestinesi militanti, diventando la seconda organizzazione più numerosa al suo interno, dopo il Fatah di Yasser Arafat. Nel 1974, esso abbandonò il Comitato Esecutivo (CE) dell'OLP (ma non l'OLP) per raggiungere il cosiddetto "Fronte del Rifiuto", accusando l'OLP di abbandonare il fine della soluzione di uno Stato unico in cambio di una soluzione binazionale della questione palestinese, avversata decisamente dal FPLP. Il Fronte tornò a far parte del CE dell'OLP nel 1981.

### Accuse al FPLP
Il FPLP si rese responsabile di atti di resistenza contro Israele. Secondo l'ex presidente della Repubblica Italiana Francesco Cossiga e secondo la commissione Mitrochin, il Fronte, con la collaborazione del gruppo filo-palestinese tedesco diretto dal venezuelano Carlos, sarebbe il vero responsabile della strage di Bologna. Un'inchiesta è stata aperta nel 2011 contro due ex membri tedeschi del gruppo Carlos, simpatizzanti per il FPLP, archiviata nel 2015. Opinioni queste non dimostrate mentre invece come esecutori materiali furono individuati dalla magistratura alcuni militanti di estrema destra, appartenenti ai Nuclei Armati Rivoluzionari (NAR), tra cui Valerio Fioravanti. Gli ipotetici mandanti sono rimasti sconosciuti, ma furono rilevati collegamenti con la criminalità organizzata e i servizi segreti deviati.

### Il FPLP oggi

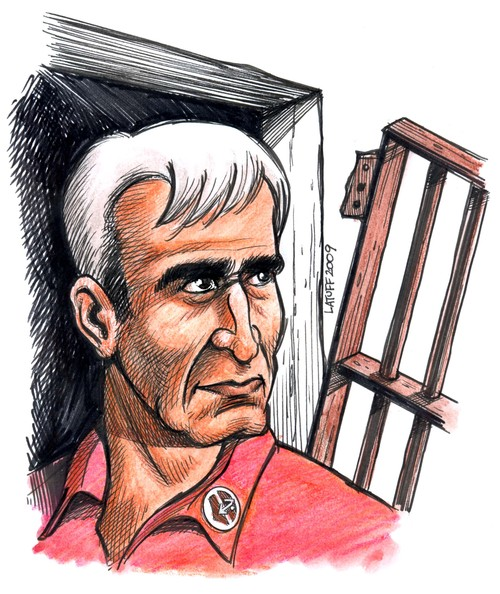
Ahmad Sa'dat, terzo segretario del partito

Habash si ritirò dalla direzione del Fronte nel 2000 e a lui succedette Abu Ali Mustafa, ucciso dagli israeliani nel 2001. Gli Stati Uniti e l'Unione europea hanno inserito il FPLP nell'elenco delle organizzazioni terroristiche.
L'attuale segretario del FPLP è Aḥmad al-Saʿdāt, condannato per l'omicidio del ministro israeliano del turismo, Rehavam Ze'evi, è stato rapito dagli israeliani durante l'assalto a Gerico.
Ad oggi il FPLP vanta un seguito abbastanza limitato all'interno dei territori occupati. Ciò è dovuto fondamentalmente alla mancanza di leader politici forti e di punti di riferimento per la popolazione, dati i continui e numerosissimi arresti che vi sono stati per numerosissimi esponenti politici dalla Seconda intifada ad oggi ad opera delle forze israeliane. Sebbene durante gli anni settanta fosse una delle più importanti organizzazioni politico-militari palestinesi e a oggi abbia ridotto di molto i suoi consensi, il FPLP resta comunque il terzo grande partito palestinese (con il 4,25% delle preferenze alle elezioni legislative in Palestina del 2006), dopo Hamas (44,45%) e Fatah (41,43%).
Oltre alla presenza in Cisgiordania si pensa che il FPLP (come altre organizzazioni) possieda delle basi militari clandestine di addestramento al combattimento nel sud del Libano. Questo dato sembra sia stato certificato durante l'offensiva israeliana a Gaza del 2008 durante la quale furono lanciati dal sud del Libano verso Israele dei razzi di fabbricazione sovietica, lanci effettuati con grande probabilità da militanti del FPLP dato il marchio di fabbrica di questi esplosivi e gli intensi rapporti politici che vi furono tra URSS e FPLP.

## Segretari generali
| Segretario generale | Periodo                      |
| ------------------- | ---------------------------- |
| George Habash       | dicembre 1967 – luglio 2000  |
| Abu Ali Mustafa     | luglio 2000 – 27 agosto 2001 |
| Ahmad Sa'dat        | 3 ottobre 2001 – in carica   |